# Вайнио, Юха
Ю́ха Харри «Юнну» Вайнио (Юха «Ватт» Ва́йнио, фин. Juha "Watt" Vainio) (10 мая 1938, Котка, Финляндия — 29 октября 1990, Грион, Во, Швейцария)  — популярный финский певец, автор-исполнитель эстрадной музыки и поэт-песенник. Входит в число самых заметных фигур финской музыкальной сцены XX века, отличался необычайной творческой продуктивностью. Вайнио сочинил слова, реже музыку, к 2433 композициям и записал 245 песен со своим участием. Вайнио также переводил на финский язык популярные зарубежные песни, например группы The Beatles. Юха Вайнио в немалой степени способствовал популяризации в Финляндии творчества Владимира Высоцкого, многие песни которого он сам перевел на финский язык. Карьера Вайнио началась в начале 60-х годов и продолжалась до самой его ранней смерти. Жил в Котке, Хельсинки и Эспоо. Последние годы провел в  Грионе (Швейцария), где и умер от сердечного приступа в октябре 1990 года в возрасте 52 лет. Вайнио похоронен на кладбище Хиетаниеми (фин. Hietaniemen hautausmaa) в Хельсинки. Прозвище «Ватт» Вайнио получил на презентации песни с первого сольного альбома. Прозвище никогда не употреблялось отдельно, только в сочетании с именем и фамилией, Юха Ватт Вайнио.

## Биография

### Происхождение и детство
Родителями Юхи Вайнио были Тауно и Каарина Вайнио. Фамилия отца Тауно (1881 г.р.) изначально была Алаяяски, но позже он сменил её на Вайнио. В роду Тауно Вайнио было много спортсменов. Каарина Вайнио тоже занималась спортом. Дядя Юхи Паули Вайнио (фин. Pauli Vainio) прыгал на лыжах с трамплина и играл в финский бейсбол. В 1937 году Тауно и Каарина были помолвлены. Тауно работал в Вуоксенниске под Иматрой начальником местного подразделения шюцкора и имел репутацию принципиального человека. Каарина окончила среднюю школу, а Тауно приобрел специальность торгового работника. Юха Харри Вайнио, ставший первенцем Тауно и Каарины, родился 10 мая 1938 года в Котке, но семья очень скоро переехала в Вуоксенниску (Иматра). Позже в семье родилось ещё двое детей — Марья (1944 г.р.) и Маркку (1946 г.р.). Когда началась Зимняя война, Юха был ещё слишком мал для того, чтобы понимать происходящее. Когда отец Юхи Тауно ушёл на войну в качестве капитана военного резерва, Юха вместе с матерью переехал в район Метсола (фин. Metsola, Котка). О войне Юха помнил мало, но тем не менее он признавался, что война оставила у него на душе раны. Эти чувства описаны в его песне Eräänlainen sotaveteraani («Какой-то ветеран» из альбома Sellaista elämä on «Такова жизнь»). Поскольку Котка была портовым городом и его часто бомбили, Юхе и его матери приходилось эвакуироваться. Иногда они останавливались в семье двоюродного брата его матери, Олли Миеттинена, с которым Юха подружился, хотя Олли был на шесть лет его старше. Единственный родной брат Каарины Вайнио, Мауно, был убит на войне. В 1945 году семья Юхи переехала в собственный дом в Метсолу. Там они жили до 1950 года, после чего переехали в Коткансаари (фин. Kotkansaari, центральный район Котки). По мнению Юхи, лучшие годы его детства прошли в Метсоле. Там же он повстречался с Нестори Мииккулайненом, чье имя позднее Юха использовал в песне Vanhojapoikia viiksekkäitä («Усатые холостяки»). Юха с друзьями часто бывал в порту, и привязанность к морю осталась у него на всю жизнь. В детстве у Юхи обнаружили врожденный порок сердца, в связи с чем в начале 1949 года он был прооперирован. В это же самое время его мать проходила курс лечения от туберкулеза.

### Школьные годы
Обучение в школе для Юхи Вайнио началось не очень хорошо. Потеряв интерес к учебе, он однажды прогулял три недели занятий. После окончания средней школы Юха пошёл учиться в гимназию (фин Kotkan lyseo). В это самое время его семья переехала из Метсолы в Коткансаари. В школьные годы лучшим другом Юхи был Ристо «Тисо» Варьюс, который был старше Юхи на два года. Оба пели в гимназическом хоре. В годы обучения в гимназии Юха получит прозвище «Юнну». Сначала это прозвище принадлежало учителю музыки Арво Вайнио, потому что у него был такой же большой нос, как у Юнну, персонажа из комикса. Потом это прозвище перешло ко второму Вайнио, т.е. к Юхе. Когда Юхе было пятнадцать лет, он был уверен, что станет писателем. Будучи ещё очень юным, он уже прочитал книгу по стихосложению. Позже он говорил, что правила было легко нарушать, однажды их выучив. Его писательский дар обнаруживал себя уже в гимназии на уроках родного языка, однако отношение учителей к нему было сложным. Как-то один учитель вообще не поставил Юхе оценку, потому что, по его мнению, написанный Юхой фельетон никак не мог считаться сочинением. Хотя сочинения и удавались Юхе, другие предметы ему были в тягость. Он даже почти бросил учиться, но ректор убедил его не делать этого. Юха, однако, перешёл в другую школу, куда вскоре перешёл и Ристо Варьюс. В целом Вайнио успевал в школе только по пению и физкультуре. Примерно в 1957 семья Вайнио переехала ближе к порту. Через несколько лет они переехали ещё раз, ближе к парку Сибелиуса. Юха Вайнио уже в детстве увлекался спортом, хотя до операции, связанной с пороком сердца, не мог полноценно им заниматься. Ему очень нравился футбол и баскетбол, которые были очень популярны в Котке. Он также занимался прыжками в высоту вместе с Тисо Варьюсеном. После операции физическое состояние Юхи ухудшилось, но благодаря спорту быстро восстановилось.

### Знакомство с музыкой
В середине 1950-х годов Юха Вайнио заинтересовался музыкой и начал бывать в кругу музыкантов. Центром джазовой музыки в Котке был ресторан «Фенния» (фин. Fennia), где также играли двоюродный брат его матери Олли Миеттинен и Кейо Лайтинен. Несмотря на то что Вайнио не достиг ещё совершеннолетия (возраст которого наступал тогда в 21 год), ему удалось попасть в ресторан. Он показал тексты своих песен музыкантам, и ему разрешили иногда играть на пианино. Вайнио рассказывал, что он всегда был без гроша в кармане. Именно тогда он пристрастился к выпивке. В конце 1956 года семья Вайнио  жила на Кескускату (фин. Keskuskatu), а по соседству жил его друг Хейкки Кауппинен, который был на три года старше Юхи. Благодаря своему увлечению музыкой, Вайнио познакомился также с барабанщиком Эркки Лийканеном. Однако у Вайнио и его друзей были разные музыкальные вкусы. Олли Миеттинен и Рейо «Ремпо» Тани, например, слушали джаз, тогда как Юхе нравилась эстрадная музыка (фин. Iskelmämusiikki). Многие друзья Вайнио рано или поздно становились персонажами его песен, как, например, Кейо Лайтинен, в честь которого названа песня Vanha salakuljettaja Laitinen («Старый контрабандист Лайтинен»). Осень 1957 года Юха Вайнио был призван в армию. Он был тогда на предпоследнем курсе гимназии. Однако он не хотел идти в армию сразу после сдачи выпускных экзаменов и намеревался сначала получить профессию. Следующей весной он перешёл на последний курс и решил поехать со своим другом Пеккой на летних каникулах в Париж. Весной 1959 года Вайнио должен был получить аттестат, но не сдал экзамен по шведскому языку и выпустился только осенью.

### Отцовство, учительство и военная служба
В «Феннии» Юха Вайнио познакомился со своей будущей женой Тайной Кауконен. В начале 1960 года Тайна забеременела, и летом того же года Юха и Тайна поженились. В октябре у них родился мальчик Илкка. Их следующий ребенок Сами родился уже в 1961 году, затем родились Калле (1963) и Кати (1967). Поначалу молодая семья жила у родителей Вайнио, но затем переехала в Хельсинки, где Юха начал учёбу сначала в Высшей школе общественных наук (фин. Yhteiskunnallinen korkeakoulu), но когда учебное заведение переехало в Тампере, Юха продолжил обучение в Педагогическом институте (фин. Opettajakorkeakoulu). В 1962 году он выпустился с дипломом школьного учителя. Сначала Юха Вайнио преподавал в старших классах школы в Мюллюкоски (фин. Myllykoski, ныне Коувола). Его манера преподавания была весьма свободной. Ученики в его классе, к примеру, смотрели хоккей, а утром вместо гимна пели детскую песенку. В начале 1964 года Вайнио был призван на военную службу. В армии ему поручили написать слова к новому маршу для Карельской бригады (фин. Karjalan Prikaati). Демобилизовался Вайнио осенью 1964 года.

## Творческий прорыв
Большое влияние на Вайнио оказало творчество Тапио Раутаваара, Георга Мальмстена и Хенри Тиля. Вайнио учился играть, так как хотел стать профессиональным музыкантом. Он начал сочинять тексты песен для групп, в которых играли его друзья, и это принесло ему некоторую известность. В начале своей карьеры Вайнио и его друзей пригласил на свою радиопередачу «Канитель в овине» (фин. Ruljanssiriihi) Спеде Пасанен. Передача имела успех, и Спеде вместе с музыкантами перешёл на телевидение.
С помощью Эркки Лийканена Вайнио получил контракт со звукозаписывающей компанией Finndisc. В 1964 году Юха дебютировал с песней Paras rautalankayhtye («Лучшая инструментальная группа»). Одновременно с этим он получил прозвище Watt (Ватт), которое фигурировало и на обложке пластинки. Вайнио писал тексты для разных исполнителей и сотрудничал, среди прочих, с Катри Хеленой. В 1965 году родители Вайнио, а также его брат с сестрой, переехали в Хельсинки. В это же время Вайнио с семьей переехал в Эспоо, где прожил более 25 лет.
В 1963 году Катри Хелена исполнила песни Mistä löydän ystävän («Где я найду друга») и Maanantaitangon («Танго понедельника»), песни, слова к которым Вайнио написал ещё до своей службы в армии. После армии Вайнио познакомился с Сауво Пухтила (или Саукки), который поведал, что финской государственной телерадиокомпании Yle нужны авторы слов к музыке. К тому времени Вайнио уже был готов оставить учительство. Он начал работать вместе с Рейно Марккула. Песня Sä kuulut päivään jokaiseen («Ты принадлежишь каждому дню»), слова к которой сочинил Вайнио, а музыку написал Марккула, была спета Эйно Грёном и стала хитом.
Вайнио работал в звукозаписывающей компании Finnlevy и одновременно писал свои собственные песни. Он переводил на финский язык международные хиты, в том числе исполненную Данни песню Piilopaikka (в оригинале «You've Got Your Troubles», которую исполняла группа The Fortunes), а также ставшую для группы The First прорывом Nyt meni hermot («Теперь я в ярости»). В 30 лет Вайнио сделал один из своих самых известных переводов – исполненную Fredi (Фреди) Kolmatta linjaa takaisin песню, в оригинале Beautiful in the Rain, исполняемую Петулой Кларк. Успех был и у финской версии песни Penny Lane (The Beatles) Rööperiin («В Рёёпери»), которую исполнял Пепе Виллбергом, солист группы Jormas.
Помимо сочинения текстов песен, Вайнио также привлекала сольная деятельность, хотя он не считал себя ни певцом, ни композитором. Тем не менее он сочинил музыку ко многим своим песням. Вначале он работал совместно с Пертти Метсяринне и его оркестром и они записали композицию Hum-Boogie («Хум-Буги»). В 1964 году была записана композиция Jos vain saisin nastahampaan takaisin («Если бы я только вернул вставной зуб»), а в 1965 году Suolaa, suolaa, enemmän suolaa («Соли, соли, еще соли») и Juhannustanssit («Танцы Иванова дня»). Первая пластинка Вайнио под названием Juha ”Watt” Vainio, на которой были все эти песни, вышла в 1966 году, хотя эта пластинка была скорее собранием синглов, чем студийным альбомом. В середине 1960-х годов известность получили композиции Sellanen ol’ Viipuri («Таким был Выборг») и Turistit tuppukylään («Туристы, приезжайте в маленький городок»). Вместе с Эриком Линдстрёмом Вайнио выпустил композицию Herrat Helsingin («Хозяева Хельсинки»). Этот союз распался, когда Finndisc был продан компании Scandia. Вскоре Вайнио начал сотрудничать с Тойво Кярки. Первый настоящий альбом Юхи Вайнио вышел в 1972 году и назывался Viisari värähtää («Дрожание стрелки»). В альбом, помимо других песен, входили одноименная композиция Viisari värähtää и Kaunissaari («Кауниссаари»). Эти композиции Вайнио записывал потом ещё несколько раз.
В 1966 году Вайнио познакомился с Векси Салми и Ирвином Гудманом и вместе они организовали летнее турне под названием «Народу то, что хочет народ». В 1968 вышел сборник Juha ”Watt” Vainio ja Reijo Tani, который Юха записал совместно с Рейо Тани, в который входили также композиции, записанные Вайнио с Кярки, такие как Kauhea kankkunen («Ужасное похмелье») и Vanha salakuljettaja Laitinen («Старый контрабандист Лайтинен»). В 1970 году Вайнио вместе с Гуннаром Маттссоном начал писать короткие юмористические эссе в газете (фин. pakina).
Самыми известными песнями в исполнении Вайнио стали Albatrossi («Альбатрос»), Vanhojapoikia viiksekkäitä («Усатые холостяки»), Vanha salakuljettaja Laitinen («Старый контрабандист Лайтинен») и Kotkan poikii ilman siipii («Бескрылые птенцы ястреба»). Написанные Юхой, но исполненные другими певцами композиции: Kolmatta linjaa takaisin («Обратно по Колмас Линья»), Katson autiota hiekkarantaa («Смотрю на пустой песчаный берег»), Tahdon olla sulle hellä («Хочу быть нежен с тобой»), Rööperiin («В Рёёпери»), Mun sydämeni tänne jää («Мое сердце останется здесь»), Muisto vain jää («Останется лишь воспоминание»), Jokainen päivä on liikaa («Каждый день лишний»), Piilopaikka («Тайник» или «Есть где спрятаться»), Keskiyön aikaan («В полночь»), Tunti vain («Остался лишь час»), Käyn uudelleen eiliseen («Загляну вновь во вчерашний день»), Aikaan sinikellojen («Во время цветения колокольчиков»), Viisitoista kesää («Пятнадцать лет»), Koskaan et muuttua saa («Никогда не меняйся»), Jossain («Где-то»), Tuulen tie («Дорога ветра»), Pieni nukke («Маленькая куколка»), Kuusamo («Куусамо»), Silloin vasta kaiken saan («Только тогда я всего достигну»), а также Hyvää huomenta Suomi («Доброе утро, Финляндия»).

## Дискография
- Juha ”Watt” Vainio (1966, сборник синглов)
- Juha ”Watt” Vainio ja Reijo Tani(1968,) сборник синглов)
- Viisari värähtää (1972)
- Tulin, näin ja soitin (1975)
- Kansi kiinni ja kuulemiin  (1976)
- Käyn ahon laitaa      (1979)
- Albatrossi ja sorsa      (1981)
- Sellaista elämä on      (1983)
- Elämää ja erotiikkaa      (1985)
- Viiskymppisen viisut      (1991)